# Commission autrichienne des historiens
La Commission autrichienne des historiens est active de 1998 à 2003. Elle est missionnée par le chancelier Viktor Klima et le gouvernement autrichien pour enquêter sur l'aryanisation pendant l'époque du national-socialisme, comme sur les mesures de restitution postérieures.
La commission regroupe, pendant quatre années, 160 chercheurs affectés à 47 projets distincts. Ses conclusions sont publiées en 49 volumes, jusqu'au 24 janvier 2003.

## Contexte
Le gouvernement autrichien crée en juin 1987 une commission internationale d'historiens, qui ne peut trouver « aucun comportement personnel répréhensible » ni « aucune participation à des crimes de guerre » au sujet  de Kurt Waldheim (président autrichien de 1986 à 1992).
La chute du mur de Berlin entraîne un renouveau des aspirations au devoir de mémoire. Une commission mixte d'historiens allemands et tchèques est mise en place en 1990, une commission d'experts suisse en 1996.

## Mandat de la commission
La commission autrichienne des historiens est créée par le chancelier fédéral le 1er août 1998. Son mandat porte sur la recherche et la réalisation d'un compte-rendu sur « le complexe des privations de biens dans la République d'Autriche pendant le national-socialisme, comme les restitutions et dédommagements, y compris les prestations sociales et économiques afférentes, de la République d'Autriche après 1945 ».

## Experts et membres de la commission
Ses membres sont:
- Clemens Jabloner, Président du tribunal administratif fédéral, président de la Commission[2].
- Lorenz Mikoletzky, Directeur des archives fédérales autrichiennes, président par intérim.
- Brigitte Bailer-Galanda, responsable scientifique du centre de documentation de la résistance autrichienne, présidente par intérim. Elle estime en 2001 que « s'appuyant sur le mythe d'une Autriche victime de Hitler, ce pays a constamment essayé de renvoyer à l'Allemagne la responsabilité du crime nazi, et donc de ses conséquences juridiques »[3].
- Robert Graham Knight, historien, au Department of Politics, International Relations and European Studies de la Loughborough University
- Bertrand Perz, membre de l'Institut d'histoire contemporaine de l'université de Vienne
- Roman Sandgruber, membre de l'institut d'histoire économique et sociale de l'université Johannes Kepler de Linz

La Commission compte également trois experts permantents :
- Georg Graf
- Karl Stuhlpfarrer
- Alice Teichova, historienne britannique de l'économie.

La coordination est assurée par l'historienne Eva Blimlinger.

## Rapport final
Les travaux de la Commission mettent à mal le mythe d'une « innocence autrichienne » et démontrent que les réparations opérées depuis 1945 ont été réalisées a minima et souvent à contrecœur,.